# Let Go for Tonight
Let Go for Tonight è un singolo della cantante britannica Foxes, pubblicato il 31 gennaio 2014 come quarto estratto dal primo album in studio Glorious.

## Tracce
Testi e musiche di Louisa Allen e Tom Hull.
Download digitale
1. Let Go for Tonight – 3:58

Download digitale – remix
1. Let Go for Tonight (Kat Krazy Remix) – 4:25
2. Let Go for Tonight (High Contrast Remix) – 4:54
3. Let Go for Tonight (Fred Falke Remix) – 6:58

## Formazione
Musicisti
- Foxes – voce
- Mike Spences – basso, tastiera aggiuntiva, batteria
- Sam Kennedy, Darren Lewis – pianoforte
- Iyiola Babalola – percussioni, programmazione
- Darren Lewis – programmazione
- Liz Horsman – programmazione aggiuntiva

Produzione
- Ben Preston – produzione aggiuntiva
- Future Cut – produzione aggiuntiva
- Mike Spences – coproduzione, missaggio
- Liz Horsman – assistenza al missaggio